# LIFE (中島美嘉單曲)
《LIFE》是日本女歌手中島美嘉的第23張單曲，於2007年8月22日發行。本曲同時是富士電視台的同名連續劇「Life」主題曲。
歌曲以「生命」、「生存」作為主題，為獻給面對困難的所有人的勵志歌。歌曲發行後獲得商業上的成功，實體唱片銷量突破10萬張，成為中島生涯中實體銷量第5高的單曲。歌曲亦同時在片段與單曲下載兩部門獲得三白金認證，總下載量於2008年年底突破180萬次。
《LIFE》的音樂錄像帶以「雨」作為主題，把即使被雨水擊打仍不認輸的堅強，與劇集《Life》即使被欺凌仍然不認輸、繼續站起來的堅強重疊在一起，並同時以強調中島美嘉的眼睛為主。

## 發行背景
2007年，中島美嘉發行專輯《YES 愛的諾言》後，便隨即展開全國巡迴演唱會「MIKA NAKASHIMA CONCERT TOUR 2007 YES MY JOY」。2007年6月15日，官方公佈了新曲《LIFE》的發行消息，作為富士電視台6月30日開始播映的同名劇集「LIFE」的主題曲。中島齊瀏海短髮造型的黑白新宣傳照亦同時公開。而歌曲的封面以及c/w曲《IT'S TOO LATE》的相關消息亦於翌日正式公開。封面採用與宣傳圖一樣的黑白風格照片，並且首次只以中島本人的上半臉作封面，突出中島的眼睛，以「簡單」的概念帶來衝擊。歌曲於2007月7月10日於雅虎日本的Sound Station作初次披露，成為史上首支於互聯網上解禁的歌曲，有別於在歌手的官方網站解禁的慣常做法。歌曲於6月下旬先行提供線上下載，其後於8月22日正式以CD發行。

## 構成
《LIFE》是一首快板的流行歌曲，時長4分3秒，並以升C小調創作。歌曲的作曲家為曾為BoA、TRF等知名歌手作曲的JUNKOO，曲調早在中島美嘉出道初期便已經寫好，但一直未有發行計劃。歌曲的歌詞由高柳戀與Heroism共同填寫，以同名劇集及其原作為基礎，並以「生命」、「生存」作為主題，為給面對困難的所有人的勵志歌。《LIFE》是一首以考慮欺凌中的加害者與被害者兩方面的心情而寫下歌詞的歌曲，並開放於任何人以自己喜歡的想法去解釋歌詞。歌曲的編曲家為COLDFEET，其中在歌唱歌曲原版時以傳達「堅強」、「希望」等向前邁步的感情為意識，而歌唱抒情版本時則是以傳達「一起哭泣」悲傷的感情為意識。

## 專業評價
《LIFE》獲得樂評家整體正面的評價。《AllMusic》的亞當·格林伯格以「基本的流行熱門曲」形容歌曲，並認為歌曲充分使用了中島恰當的音域。《CD Journal》認為歌曲強而有力的節奏、積極正面的歌詞以及中島溫婉的歌聲都非常巧妙地與描述克服欺凌的連續劇主題連繫在一起。
《Hotexpress》的平賀哲雄認為歌曲是一首獻給相信著「大雨過後會出現眩目的太陽與明亮的彩虹」的明天，現在正在奮鬥著的所有人的有力頌歌。《聆聽日本》的小池清彦認為歌曲稍為急躁的節奏感，再加上中島乾脆的唱法，聽起來就是很適合現在的她的歌曲。中島其後在2007年「第40屆日本有線大獎」上憑《LIFE》獲得有線音樂優秀獎，為中島自2003年的《雪花》後再次獲得同一獎項。

## 商業成績
在實體唱片方面，單曲成為自《GLAMOROUS SKY》以來商業最成功的單曲。單曲首週以約5.6萬張的銷量空降公信榜第3位，排名比前作《真實的自我》的第18位大幅提升，亦持平以本人名義發行單曲最高排名。同時僅以首週的銷量便大幅超越了前作的累積銷量。次週繼續以約2.6萬張的銷量排行第5位，第三週再以1.6萬張的銷量排行第10位。單曲以約10.6萬張的銷量登上2007年9月月榜第7位，成為自《GLAMOROUS SKY》以來銷量突破10萬張的單曲。單曲以約13.1萬張的銷量登上2007年年榜第57位，成為自《GLAMOROUS SKY》以來再次打進年榜前100位的單曲。累積銷量約13.8萬張，成為其本人至今銷量第5高的單曲，也是其最後一張銷量超過10萬的單曲，並獲日本唱片協會認證為金唱片。
在線上下載方面，《LIFE》的片段下載於2007年11月獲認證為三白金唱片，而歌曲的單曲下載則於2014年1月獲認證為三白金唱片，相當於超過75萬的手機與電腦全曲下載量。歌曲抒情版本的全曲下載於2007年8月獲認證為金唱片，相當於超過10萬的手機全曲下載量。截至2008年12月，歌曲的總下載量已經超過180萬次。

## 音樂錄像帶

音樂錄像帶的其中一幕，突出中島戴了隱形眼鏡的藍色眼睛。

《LIFE》的音樂錄像帶由曾拍攝《一色》音樂錄像帶的導演内野政明帶領的創意團隊「Fresh Milk」負責拍攝。錄像帶在6月下旬，正值中島舉行全國巡迴演唱會的期間於千葉縣的木更津市拍攝。錄影帶從早上一直拍攝至下午4時，成為中島當時拍攝時間最短的一支音樂錄像帶。
錄影帶的主題為「雨」，把即使被雨水擊打仍不認輸的堅強，與劇集《LIFE》即使被欺凌仍然不認輸、繼續站起來的堅強重疊在一起。中島在錄像帶身穿著由造型師親手製作完全防水的雨衣，當初預定身穿的為黃色雨衣，其後因覺得太有小學生的感覺而緊急改為紫色雨衣。與CD的封面一樣，錄像帶同樣以強調中島美嘉的眼睛為主。為了突出中島戴了隱形眼鏡的藍色眼睛，錄像帶的拍攝畫面更特意把上下的部分裁掉，使畫面比例變得更加橫長。
2013年，官方於YouTube上公開了歌曲僅開放於日本地區的高清短版音樂錄像帶，至今已錄得超過130萬次點擊率。

## 現場演出
中島進行了多場電視演出以宣傳《LIFE》。2007年8月16日，她於「歌番」上作歌曲的初次表演。8月17日，她於「音樂戰士 MUSIC FIGHTER」再次表演了同曲。8月18日，她於「COUNT DOWN TV」上繼續表演了同曲。8月19日，中島美嘉於「Music Lovers」上獻唱了《看不見的星星》、《STARS》、《WILL》《雪花》與《LIFE》的組曲。8月20日，她於「HEY!HEY!HEY!MUSIC CHAMP」再次演唱了《LIFE》。其後於11月26日，她於「BEST HITS歌謠祭」上再次演唱了《LIFE》。12月11日，她於「Best Artist」上再次獻唱了同曲。12月12日，她於「第40屆日本有線大獎」上繼續演唱同曲。12月24日，她於「MUSIC STATION SUPER LIVE」再次演唱同曲。
《LIFE》發行後成為中島演唱會上的固定演唱歌曲，包括在「MIKA NAKASHIMA CONCERT TOUR 2009 TRUST OUR VOICE」、「MIKA NAKASHIMA CONCERT TOUR 2011 THE ONLY STAR」，以及「MIKA NAKASHIMA LIVE IS "REAL" 2013 ～THE LETTER 好想告訴你～」上演唱過。

## 收錄歌曲
| CD、線上下載 | CD、線上下載                  | CD、線上下載 |
| 曲序         | 曲目                          | 时长         |
| ------------ | ----------------------------- | ------------ |
| 1.           | LIFE                          | 4:03         |
| 2.           | LIFE（ballad）                | 3:53         |
| 3.           | IT'S TOO LATE                 | 4:33         |
| 4.           | LIFE（Instrumental）          | 4:02         |
| 5.           | IT'S TOO LATE（Instrumental） | 4:33         |
| 总时长：     | 总时长：                      | 21:04        |

## 製作名單
資料來自《VOICE 美聲嘉音》內頁。

| LIFE - 中島美嘉 – 主聲樂、和音 - JUNKOO – 作曲 - 高柳戀 – 填詞 - Heroism – 填詞 - COLDFEET – 聲音製作、聲音編排 - Lori Fine – 電子琴、和音 - Watusi – 編程、樂器 - 大西義明 – 錄製、混音 - 藤田敦 – 錄製 | IT'S TOO LATE - 中島美嘉 – 主聲樂、和音、填詞 - 宮崎步 – 填詞 - COLDFEET – 聲音製作、聲音編排 - Lori Fine – 作曲、電子琴、和音 - Watusi – 編程、樂器 - 沼澤尚 – 鼓 - 佐藤泰司 – 原聲鋼琴、羅茲電鋼琴 - 灰野愛子 – 和音 - 大西義明 – 錄製、混音 - 藤田敦 – 錄製 |

## 商業搭配
| 曲序 | 歌曲名稱       | 搭配項目                       | 來源   |
| ---- | -------------- | ------------------------------ | ------ |
| M-1  | LIFE           | 富士電視台連續劇「LIFE」主題曲 | [ 41 ] |
| M-2  | LIFE（ballad） | 富士電視台連續劇「LIFE」插曲   | [ 41 ] |
| M-3  | IT'S TOO LATE  | 佳麗寶化妝品「KATE」廣告歌     | [ 42 ] |

## 翻唱
| 演出者   | 收錄專輯               | 備註         | 發行日期      | 來源   |
| -------- | ---------------------- | ------------ | ------------- | ------ |
| 美吉田月 | Ska Flavor #1          | 斯卡曲風版本 | 2008年7月30日 | [ 43 ] |
| 宮本笑里 | MIKA NAKASHIMA TRIBUTE | 純音樂演奏   | 2016年2月24日 | [ 44 ] |

## 資料來源
1. 1 2 3  . 友都八喜.   [2017-07-02]. （原始内容存档于2018-03-22） （日语）.
2. 1 2 3 4  . barks. 2007-06-15  [2017-07-02]. （原始内容存档于2007-11-05） （日语）.
3. 1 2 3 4 5  . Excite: 1. 2007-08-01  [2017-07-03]. （原始内容存档于2015-08-23） （日语）.
4. 1 2  . Oricon.   [2017-07-02]. （原始内容存档于2007-10-10） （日语）.
5. 1 2  . Oricon.   [2017-07-03]. （原始内容存档于2017-07-31） （日语）.
6. 1 2  . 日本唱片協會.   [2017-07-02]. （原始内容存档于2016-02-06） （日语）.在下拉菜單中選擇「2007年11月」。
7. 1 2  . 日本唱片協會.   [2017-07-02]. （原始内容存档于2016-02-06） （日语）.在下拉菜單中選擇「2014年1月」。
8. 1 2  . barks. 2008-12-04  [2017-07-02]. （原始内容存档于2016-03-04）.
9. 1 2 3 4 5 6 7 8  . Mika Nakashima official website.   [2017-07-03]. （原始内容存档于2009-11-10） （日语）.
10. ↑  . barks. 2007-05-11  [2017-07-02]. （原始内容存档于2007-11-05） （日语）.
11. ↑  . HMV. 2007-06-16  [2017-07-02]. （原始内容存档于2009-05-20）.
12. ↑  . Oricon. 2007-08-22  [2017-07-02]. （原始内容存档于2014-11-11） （日语）.
13. ↑  . Oricon. 2007-07-10  [2017-07-02]. （原始内容存档于2008-03-09）.
14. ↑  . MTV Japan. 2007-08-15  [2017-07-02] （日语）.
15. ↑  . J-Total Music!.   [2017-07-03]. （原始内容存档于2014-04-25） （日语）.
16. ↑  . SONISTA OFFICIAL SITE.   [2017-07-03]. （原始内容存档于2016-10-18） （日语）.
17. 1 2  . Excite: 2. 2007-08-01  [2017-07-03]. （原始内容存档于2015-08-23） （日语）.
18. ↑  . AllMusic.   [2018-06-11]. （原始内容存档于2020-11-17） （英语）.
19. ↑  . CD Journal.   [2018-06-11]. （原始内容存档于2020-07-22） （日语）.
20. ↑  . Hotexpress.   [2018-06-11]. （原始内容存档于2016-03-04） （日语）.
21. ↑  . ListenJapan.   [2018-06-11]. （原始内容存档于2007-08-31） （日语）.
22. ↑  . TBSチャンネル. 2007-12-12  [2018-06-11]. （原始内容存档于2015-12-04） （日语）.
23. 1 2 3  . Oricon.   [2017-07-02]. （原始内容存档于2009-05-28） （日语）.
24. 1 2 3  . 年代流行. 2012  [2017-07-02]. （原始内容存档于2017-07-11） （日语）.
25. ↑  . GeoCities. 2007  [2017-07-02]. （原始内容存档于2017-09-03） （日语）.
26. ↑  . 日本唱片協會.   [2017-07-03]. （原始内容存档于2017-10-12） （日语）.在下拉菜單中選擇「2007年8月」。
27. ↑  . 日本唱片協會.   [2017-07-02]. （原始内容存档于2016-02-06） （日语）.在下拉菜單中選擇「2007年8月」。
28. ↑  . YouTube. 2013-01-08  [2018-06-11]. （原始内容存档于2017-04-11） （日语）.
29. 1 2 3  . Oricon: 7.   [2017-06-21]. （原始内容存档于2018-03-22） （日语）.
30. ↑  . 日本電視台.   [2017-07-03]. （原始内容存档于2013-07-09） （日语）.
31. ↑  . 富士電視台.   [2017-07-03]. （原始内容存档于2007-10-06） （日语）.
32. ↑  . Natalie. 2007-11-08  [2017-07-03]. （原始内容存档于2018-03-22） （日语）.
33. ↑  . Oricon: 7.   [2017-06-21]. （原始内容存档于2018-03-22） （日语）.
34. ↑  . TBS電視台. 2007-12-12  [2017-07-03]. （原始内容存档于2015-12-04） （日语）.
35. ↑  . 朝日電視台.   [2017-07-03]. （原始内容存档于2016-03-04） （日语）.
36. ↑  . Mika Nakashima official website.   [2017-06-21]. （原始内容存档于2018-03-22） （日语）.
37. ↑  . Mika Nakashima official website.   [2017-06-21]. （原始内容存档于2018-03-22） （日语）.
38. ↑  . Mika Nakashima official website.   [2017-06-21]. （原始内容存档于2018-03-22） （日语）.
39. ↑  . iTunes Store.   [2017-07-02]. （原始内容存档于2018-03-22） （日语）.
40. ↑   (專輯內頁). 中島美嘉. 日本索尼音樂娛樂. 2008-11-26.
41. ↑  . 多玩國.   [2017-07-02]. （原始内容存档于2018-03-22） （日语）.
42. ↑  . mysound.   [2017-07-02]. （原始内容存档于2020-11-17） （日语）.
43. ↑  . 亞馬遜公司.   [2017-07-02]. （原始内容存档于2015-09-01） （日语）.
44. ↑  . Mika Nakashima official website.   [2017-07-02]. （原始内容存档于2017-07-24） （日语）.